# Partula robusta
Partula robusta foi uma espécie de gastrópodes da família Partulidae.
Foi endémica da Polinésia Francesa.